# Трикветр

Трикветр, також відомий як «потрійний вузол».

Три́кветр (лат. triquetrum — «тригранник») — символ, походження і сучасне застосування якого разюче відрізняються. Так наприклад, після Х століття на Русі символ використовувався в основному як специфічний «варязький» орнаментальний мотив.[джерело?]

## Використання

### Германське язичництво
Трикветри були знайдені на рунічних каменях у Північній Європі і на ранніх германських монетах. Ймовірно для язичників вони мали релігійне значення і були схожими на Валкнут, символ, пов'язаний з Одіном.

### Кельтська культура
Трикветри були поширеними в острівному мистецтві, особливо у ковальстві і в ілюмінованих рукописних книгах, наприклад у Келльській книзі. Також схожі символи прикрашали кельтські хрести і плити часів раннього християнства. Те що трикветр рідко використовувався поодинці у середньовічному кельтському мистецтві породило сумніви щодо його використання як символу віри. В манускриптах він зазвичай використовувався як заповнювач простору або як частина складнішої композиції, також у вузлових орнаментах він був інтегрований з іншими частинами візерунку. Цей поширений вузол використовувався поодинці протягом двох століть кельтського християнства язичниками і агностиками як символ триєдинства.

### Християнство
Використовувався християнами як символ Трійці (Бог Отець, Син і Святий Дух), особливо після кельтського відродження у ХІХ столітті. Коли сучасні дизайнери почали використовувати трикветр як повноцінний візерунок, його назвали трилисником, що було схожим на символ Трійці Святого Патрика, також помічена схожість з християнським Ιχθυς. Трикветри часто використовувались у християнських скульптурах, одязі, книжковому орнаменті та вітражах. Трикветри зображені на обкладинці деяких видань New King James Version.
Звичний вигляд трикветру — коло, що перетинається трьома з'єднаними петлями. Коло трактує єдиність трьох сил. Також поширена думка, що воно символізує Божу любов навколо Трійці.

### Японська культура
У Японії трикветр називають Musubi Mitsugashiwa.

## Сучасність
В сучасній Ірландії, серед чоловіків поширена традиція дарувати коханій дрібничку на кшталт намиста або кільця, що символізуватиме його прив'язаність. Трикветр, також відомий як «потрійний вузол», відображає три обіцянки у стосунках: кохання, честь і захист, і може бути зображеним на Кладдахських кільцях та обручках .

### Неоязичництво

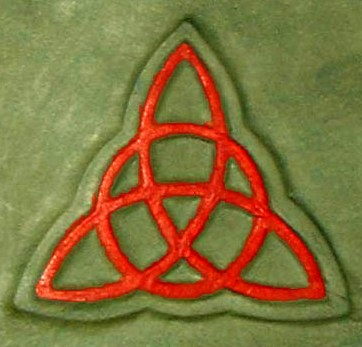
Зображення трикветру на копії Книги Тіней (серіал Усі жінки — відьми).

Важко назвати дату першої згадки трикветру, як і його походження; Такий художній стиль переплетення не розвивався до VII століття нашої ери, але трикветр є найпростішим трилистим вузлом. Сучасні язичники використовують трикветр для різних концепцій чи міфологічних образів.
Завдяки своїй присутності у ізольованій кельтській культурі, Celtic Reconstructionist Paganism
```
використовує трикветр для відображення або одного з численних 
тригонів
 у їхній астрології та теології (як поділ світу на царства Суші, Моря і Неба),
[
3
]
, або як символ одного з триєдиних божеств, наприклад, 
Морріган
.
```

Германські неоязичники, що використовують трикветр як символ їхньої віри, вважають що цей символ скандинавського або германського походження.
Трикветр також використовується язичниками Вікка та деякими нью-ейджівцями, де символізує Триєдину Богиню, або як захисний символ.

### Культура

#### Мистецтво
- Трикветр зазвичай використовується як елемент дизайну кельтських вузлів. Багато з людей, які ідентифікують себе як сучасні кельти, можуть використовувати цей символ щоб відобразити спорідненість з кельтськими націями, живучи у Кельтській Європі чи у діаспорі.

#### Бренди та логотипи
- Символ південноамериканського холдингу GSA UNASUR — трикветр.
- Логотип мережі одягу TNA складений з трьох трикветрів.
- Студія розробки відеоігор Treyarch використовує трикветр як логотип своєї компанії.
- Прапор Шотландського Республіканського Соціалістичного Руху.
- Хокейний клуб «Нафтохімік»
- Suarez International, компанія тактичного озброєння.
- S.C.ooT.'s Never Alone Resource Center's Logo

#### Фільми
- Намисто з кулоном-трикветром зустрічається у фільмі Костянтин та надає своєму носію містичний «куленепробивний жилет».
- У фільмі Тор трикветр з'являється на молоті Тора, Мйольнірі, під час заклять або інших магічних «подразників».
- У фільмі 2013 року «Тиха гавань», чоловік Кеті дав їй намисто з трикветром.
- У фільмі 2004 року Скарб нації, Ніколас Кейдж припускає, що у Церкві Трійці(Нью-Йорк) можуть бути заховані скарби через символ на прапорі.

#### Ігри
- Символ з'являється на трьох різних предметах у The Binding of Isaac: Rebirth — Тіло, Розум і Душа.
- Трикветр зображений на підлозі лабораторії, поміж інших символів, у кінці Assassin's Creed.
- Трикветр часто порівнюється з трифорсом у серіїThe Legend of Zelda.
- Наліпка з трикветром існує у LittleBigPlanet.
- «Трикветр» — назва дробовика у Borderlands 2, дріб якого під час пострілу формує трикветр.
- Зображений у лабораторії Outlast.
- Вирізьблений на сокирі Мисливця у The Wolf Among Us.
- Зображений на рукоятці сталевого меча у The Elder Scrolls IV: Oblivion. Також на бретонських предметах у The Elder Scrolls Online.
- Головний символ язичників у Crusader Kings II.
- Тату з трикветром на нижній частині спини можна обрати за Майкла у Grand Theft Auto V.
- Вишитий на кепці Джанпея у Persona Q: Shadow of the Labyrinth.
- Символ Союзників у Dofus.

#### Музика
- Трикветр — один з чотирьох символів на обкладинці четвертого альбому Led Zeppelin, де зображений як символ басиста Джон Пол Джонса.
- Група Payable on Death (P.O.D.) використовує його на більшості CD обкладинок.
- Частина символу альбому «Science and Faith» The Script.

#### Телебачення
- Трикветр став відомим символом завдяки Книзі Тіней, що використовувалась сестрами Галлівел у телесеріалі «Усі жінки — відьми». Він зображає трьох сестер-відьом працюючих разом, будучи з'єднаним, коли «Сила Трьох» є цілісною, та роз'єднаним, коли «Сила Трьох» роздрібнена.
- Щоденик «Ноя» з серіалу Дарк також має на обкладинці знак трикветру.
- Зображений у Та, хто говорить з привидами у епізоді «Смертельна комбінація».
- Катана Мішонн з телесеріалу Ходячі мерці має трикветр на гарді.[4][5]
- Трикветр з'являється у четвертому сезоні телесеріалу Коли падають небеса, на намисті резидентів Чайнатауну. Значно більший трикветр прикрашає стіну вівтаря у Чайнатауні. Це пояснено тим, що символ відображає єдність, найціннішу річ для членів спільноти, що свідомо вирішила не боротись з Есфені.

## Геометрія
Топологічно, переплетена форма плоского трикветру є трилисником.

## Галерея

Трикветр складається з трьох накладених один на одного Vesica piscis.
Переплетений подвійний трикветр.
Трикветр з щільними вузлами.
Трикветр переплетений з колом — християнський символ «Вузол Трійці».
Синій трикветр як частина іншого християнського символу.
«Каролінгійський хрест».
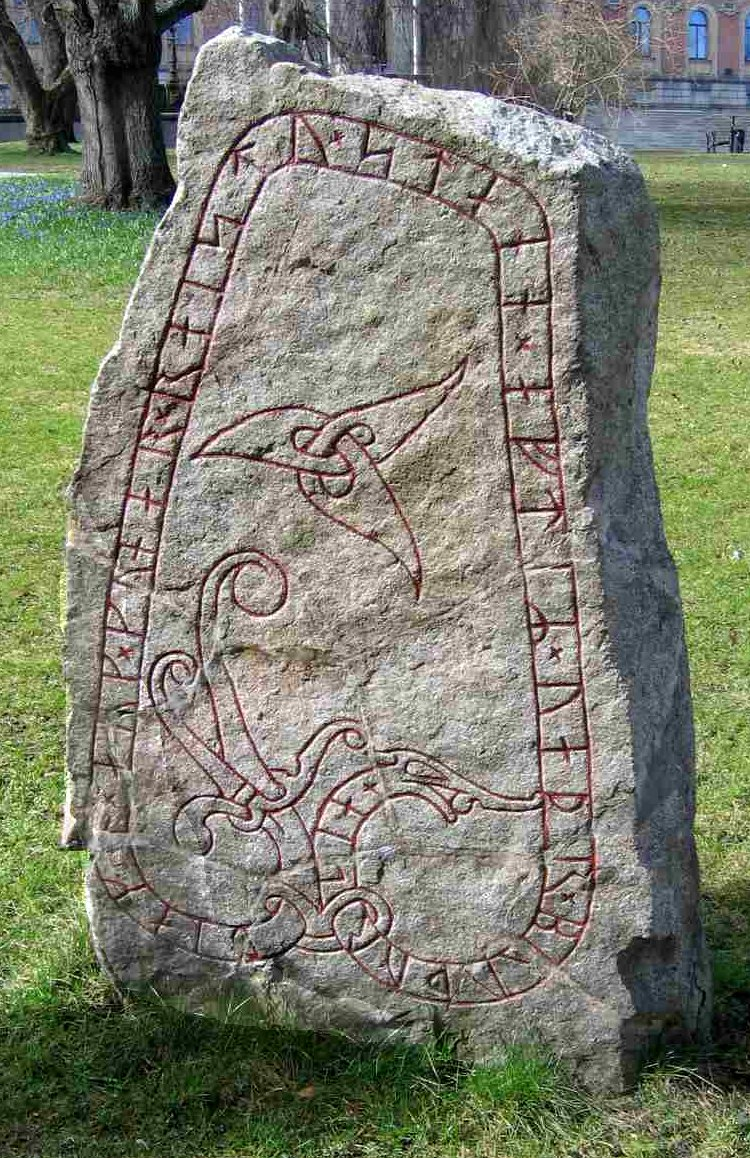
Трикветр на одному з рунічних каменів Фунбо (Швеція, Уппсальський університет).
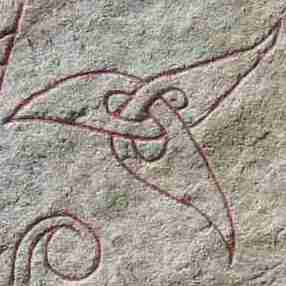
Цей ж трикветр зблизька.
Трилисний вузол